# Adriana Salonia
Adriana Noemí Salonia (Buenos Aires, 5 de enero de 1969) es una actriz argentina de cine, teatro y televisión.

## Carrera
Hizo sus estudios en el conservatorio de Arte Dramático con profesores de la talla de Lorenzo Quinteros, Eric Morris, Raúl Serrano y Augusto Fernandes.
Comienza su carrera como actriz debutando en la recordada película argentina La Noche de los Lápices, donde quedó en un casting que solo eligieron a 10 de 1500 aspirantes. De ahí en más recibió grandes oportunidades lo que le dio un gran currículum en el cine con grandes films tales como Alma Mía, Two to Tango o producciones televisivas como Socorro Quinto Año, El precio del poder con Rodolfo Bebán, Una voz en el teléfono de Alberto Migré, Alta Comedia, Tumberos y Rincón de Luz.
También destacó en el teatro, participando en obras como Sonatas de Espectros; La Cena de los Tontos, con Guillermo Francella y Adrián Suar; Comer entre Comidas, con Lydia Lamaison, Hotel Berlín, entre otras.

## Televisión
| Televisión | Televisión                   | Televisión                 | Televisión                             | Televisión              |
| Año        | Título                       | Personaje                  | Notas                                  | Canal                   |
| ---------- | ---------------------------- | -------------------------- | -------------------------------------- | ----------------------- |
| 1986       | La ultima batalla            | Rita                       | Recurrente                             | Canal 13                |
| 1986       | Las lady's                   | Natalia                    | Recurrente                             | ATC                     |
| 1987       | Tiempo cumplido              | Novia del Turco            | Cameo                                  | ATC                     |
| 1987       | Cuatro princesas             | Alina                      | Recurrente                             | ATC                     |
| 1989       | Socorro, quinto año          | Liliana "Lili"             | Coprotagonista                         | Canal 9                 |
| 1990       | Una voz en el teléfono       | Nélida Guzmán              | Antagonista                            | Canal 9                 |
| 1991       | Amor de pura sangre          | Mónica Duran Valencia      | Antagonista                            | Canal 9                 |
| 1992       | Fiesta y bronca de ser joven | Verónica Londoño           | Coprotagonista                         | Canal 9                 |
| 1992       | El precio del poder          | Diana Santini              | Coprotagonista                         | Canal 9                 |
| 1993       | Cartas de amor en cassete    | Emilia                     | Participación especial                 | ATC                     |
| 1994       | Alta comedia                 | Ana / Sofía                | Participación especial                 | Canal 9                 |
| 1994       | Sin condena                  |                            |                                        | Canal 9                 |
| 1994       | El amor tiene cara de mujer  | Delia Iribarren            | Antagonista                            | Canal 13                |
| 1996       | 90 60 90 Modelos             | Romina Ponce               | Recurrente                             | Canal 9                 |
| 1996       | Al final de la verdad        | Bertha Balmori Genoves     | Antagonista                            | ATC                     |
| 1996       | Zíngara                      | Corina Argüello            | Coprotagonista                         | Telefe                  |
| 1997       | Chiquititas                  | Andrea                     | Participación especial                 | Telefe                  |
| 1998       | Desesperadas por el aire     | Estefania "Fanny"          | Elenco secundario                      | Canal 13                |
| 1998       | Te quiero, te quiero         | Alicia                     | Elenco secundario                      | Canal 9                 |
| 1999       | Buenos vecinos               | Ana                        | Participación especial                 | Telefe                  |
| 2000       | Primicias                    | Melina                     | Participación especial                 | Canal 13                |
| 2000       | Tiempo final                 | Florencia                  | Ep: "El autógrafo"                     | Telefe                  |
| 2001       | El sodero de mi vida         | Nora                       | Recurrente                             | Canal 13                |
| 2001       | PH, propiedad horizontal     | Majo                       | Antagonista                            | Canal 9                 |
| 2002       | Tumberos                     | Victoria de Parodi         | Recurrente                             | América TV              |
| 2002       | Tiempo final 3               | Candela                    | Ep.: "Tarjeta roja"                    | Telefe                  |
| 2002-2003  | Rebelde Way                  | Mercedes Leguizamón        | Antagonista                            | América TV / Canal 9    |
| 2003       | Rincón de luz                | Diana del Solar Seoane     | Recurrente                             | América TV / Canal 9    |
| 2003       | Los simuladores              | Daniela Manzione           | Ep: "El capítulo final"                | Telefe                  |
| 2004       | Padre Coraje                 | Nerea Saldarriaga          | Participación especial                 | Canal 13                |
| 2005       | Sálvame María                | Sandra López Picaso        | Coprotagonista                         | Canal 9                 |
| 2006       | Tango del último amor        | Lucía                      | Protagonista                           | Rossiya 1 / Telefe      |
| 2007       | Reparaciones                 | Enfermera                  | Programa especial de Fundación Huésped | Canal 13                |
| 2008       | Socias                       | Cliente                    | Episodio: «A.D.N.»                     | Canal 13                |
| 2008       | B&B                          | Paris                      | Participación especial                 | Telefe                  |
| 2009-2010  | Herencia de amor             | Mara / Celina Acuña        | Coprotagonista                         | Telefe                  |
| 2011-2012  | Supertorpe                   | Gloria Truper              | Coprotagonista                         | Disney Channel / Telefe |
| 2011       | Adictos                      | Andrea Sosa                | Ep: "Adicta al trabajo"                | Canal 10                |
| 2012       | Sos mi hombre                | Sandra Medina              | Elenco secundario                      | Canal 13                |
| 2013       | Historias de corazón         | Paula                      | Ep: "Recuerdos del olvido"             | Telefe                  |
| 2014       | Somos familia                | Mabel González             | Recurrente                             | Telefe                  |
| 2016       | El marginal                  | Lucrecia                   | Recurrente                             | TV Pública              |
| 2017       | Heidi, bienvenida a casa     | Paulina Le Blanc de Garcia | Elenco secundario                      | Nickelodeon             |
| 2018-2019  | Millennial                   | Vilma Rivas                | Participación especial                 | Net TV                  |
| 2019       | Monzón                       | Jueza Alicia Ramirez       | Participación especial                 | Space                   |
| 2022       | Los protectores              | Cinthia                    | Participación especial                 | Star+                   |
| 2022       | El primero de nosotros       | Mariana Herrera            | Elenco secundario                      | Telefe                  |

## Series web
| Series web | Series web                   | Series web      | Series web             |
| Año        | Título                       | Personaje       | Notas                  |
| ---------- | ---------------------------- | --------------- | ---------------------- |
| 2014       | Aislados                     | Madre de Ana    | Participación especial |
| 2016       | Como casarse antes de los 30 | Madre de Pamela | Piloto no emitido      |
| 2020       | Adentro                      | Sonia           | Participación especial |
| 2020       | Amor propio                  | Malena          | Participación especial |

## Filmografía
| Películas | Películas                       | Películas             | Películas                       |
| Año       | Título                          | Personaje             | Director                        |
| --------- | ------------------------------- | --------------------- | ------------------------------- |
| 1986      | La Noche de los Lápices         | María Clara Ciocchini | Héctor Olivera                  |
| 1989      | Dos al tango                    | Adela                 | Héctor Olivera                  |
| 1999      | Alma mía                        | Valeria               | Daniel Barone                   |
| 2003      | La mitad negada                 | Pilar                 | Augusto Fernandes               |
| 2005      | La suerte está echada           | Marcela               | Sebastián Borensztein           |
| 2006      | Olga, Victoria Olga             | Claudia               | Mercedes Farriols               |
| 2006      | Chile 672                       | Ada                   | Pablo Bardauil y Franco Verdoia |
| 2008      | High School Musical: El Desafío | Madre de Agus         | Jorge Nisco                     |
| 2011      | El abismo... todavía estamos    | Adriana               | Pablo Yotich                    |
| 2016      | Paternóster, la otra mirada     | Carmen                | Daniel Alvaredo                 |
| 2019      | La sequía                       | El otro yo de Fran    | Martín Jauregui                 |
| 2021      | Esencial                        | Juana                 | Marcelo Politano                |

| Cortometrajes | Cortometrajes          | Cortometrajes | Cortometrajes |
| Año           | Título                 | Personaje     |               |
| ------------- | ---------------------- | ------------- | ------------- |
| 1993          | Beatiful               | Chica         |               |
| 1997          | Cita nocturna          | Clara         |               |
| 2001          | Nueva Hija             | Victoria      |               |
| 2004          | Al verse uno, es mejor | Valeria       |               |